# Stanisław Rokitnicki
Stanisław (Paweł) Rokitnicki herbu Prawdzic – pisarz ziemski dobrzyński w 1625 roku.
Poseł na sejm nadzwyczajny 1626 roku z województwa chełmińskiego.